# Schlegels monarch
Schlegels monarch (Symposiachrus brehmii; synoniem: Monarcha brehmii) is een zangvogel uit de familie Monarchidae (monarchen). De vogel werd door Hermann von Rosenberg verzameld op het eiland Supiori (door hem Soëk genaamd) en naar het Rijksmuseum van Natuurlijke Historie in Leiden gestuurd waar de vogel door Hermann Schlegel geldig (in het Frans) werd beschreven en als eerbetoon vernoemd naar de Duitse dierkundige Alfred Brehm. Het is een bedreigde, endemische vogelsoort van de Schouteneilanden in de Indonesische provincie Papoea.

## Kenmerken
De vogel is 17 cm lang. Het is een opvallend gekleurde vogel met afwisselend zwart, wit en bleekgeel. De kop, keel, vleugels en de middelste staartveren zijn donkerbruin tot bijna zwart. Op de vleugels zijn witte vlekken, verder zijn de buik, stuit en de buitenste staartpennen wit. Soms zijn de verenpartijen in plaats van wit, bleekgeel van kleur. Waarschijnlijk heeft dit te maken met de leeftijd of het geslacht van de vogel.

## Verspreiding en leefgebied
Deze soort is endemisch op de eilanden Biak en Supiori in de Geelvinkbaai ten noordwesten van het hoofdeiland Nieuw-Guinea. Waarnemingen zijn gedaan in diverse typen natuurlijk, ongerept regenwoud, maar ook wel in meer aangetast, gedeeltelijk gekapt tropisch bos in laagland.

## Status
Schlegels monarch heeft een beperkt verspreidingsgebied en daardoor is de kans op uitsterven aanwezig. De grootte van de populatie werd in 2022 door BirdLife International geschat tussen de 20 en 40 duizend volwassen individuen en de populatieaantallen nemen af door habitatverlies. Het leefgebied wordt aangetast door ontbossing waarbij natuurlijk bos wordt gekapt en omgezet in gebied voor zelfvoorzieningslandbouw. Om deze redenen staat deze soort als gvoelig op de Rode Lijst van de IUCN.